# Alcis porcelaria
Alcis porcelaria là một loài bướm đêm trong họ Geometridae.